# Episodi di Una donna alla Casa Bianca

Mackenzie Allen giura davanti al Giudice della Corte Suprema tra suo marito Rod e Nathan Templeton

La prima stagione della serie televisiva Una donna alla Casa Bianca è stata trasmessa in prima visione negli Stati Uniti d'America da ABC dal 27 settembre 2005 al 14 giugno 2006.
In Italia è stata trasmessa in prima visione da Rai 1 dal 7 luglio al 28 agosto 2006.
| nº | Titolo originale                           | Titolo italiano                   | Prima TV USA      | Prima TV Italia |
| -- | ------------------------------------------ | --------------------------------- | ----------------- | --------------- |
| 1  | Pilot                                      | Una scelta difficile              | 27 settembre 2005 | 7 luglio 2006   |
| 2  | First Choice                               | La prima sfida                    | 4 ottobre 2005    | 7 luglio 2006   |
| 3  | First Strike                               | Il primo attacco                  | 11 ottobre 2005   | 7 luglio 2006   |
| 4  | First Dance                                | Intrighi pericolosi               | 18 ottobre 2005   | 21 luglio 2006  |
| 5  | First...Do No Harm                         | Una minaccia esplosiva            | 25 ottobre 2005   | 21 luglio 2006  |
| 6  | First Disaster                             | Giorni di tempesta                | 1º novembre 2005  | 21 luglio 2006  |
| 7  | First Scandal                              | Un libro pericoloso               | 8 novembre 2005   | 31 luglio 2006  |
| 8  | Rubie Dubidoux and the Brown Bound Express | Rivelazioni                       | 15 novembre 2005  | 31 luglio 2006  |
| 9  | The Mom Who Came to Dinner                 | Il giorno del Ringraziamento      | 29 novembre 2005  | 7 agosto 2006   |
| 10 | Sub Enchanted Evening                      | Ritorno a casa 1ª parte           | 10 gennaio 2006   | 7 agosto 2006   |
| 11 | No Nukes Is Good Nukes                     | Ritorno a casa 2ª parte           | 17 gennaio 2006   | 14 agosto 2006  |
| 12 | Wind Beneath My Wing                       | Attacco all'Air Force One         | 24 gennaio 2006   | 14 agosto 2006  |
| 13 | State of the Unions                        | Lo stato dell'Unione              | 13 aprile 2006    | 21 agosto 2006  |
| 14 | The Price You Pay                          | Un prezzo da pagare               | 20 aprile 2006    | 21 agosto 2006  |
| 15 | Ties That Bind                             | Antichi legami                    | 27 aprile 2006    | 21 agosto 2006  |
| 16 | The Elephant in the Room                   | Presidente per un giorno          | 31 maggio 2006    | 28 agosto 2006  |
| 17 | Happy Birthday, Madam President            | Buon compleanno signor Presidente | 7 giugno 2006     | 28 agosto 2006  |
| 18 | Unfinished Business                        | Una difficile battaglia           | 14 giugno 2006    | 28 agosto 2006  |